# Ouro Verde do Oeste
Ouro Verde do Oeste is een gemeente in de Braziliaanse deelstaat Paraná. De gemeente telt 5.648 inwoners (schatting 2009).